# Pyretroidy
Pyretroidy – naturalne i syntetyczne środki ochrony roślin używane w celu zwalczania owadów. Są zaliczane do trzeciej generacji insektycydów. Działają wybiórczo. Są trujące dla owadów, a mało szkodliwe dla ludzi i innych organizmów wyższych. Nie działają na grzyby. Stosuje się je często do ochrony drewna.
Na owady działają w sposób kontaktowy i żołądkowy, mogą przeciwdziałać zamykaniu przetchlinek – śmierć owada przez przesuszenie.

## Budowa i właściwości chemiczne
Naturalne pyretroidy są pochodnymi kwasu pyretrynowego. Pod względem chemicznym są to estry pyretrynowego lub kwasu chryzantemowego i alkoholi: pyretrolu, cynerolu i jasmolonu. Syntetyczne mogą zawierać jeszcze inne alkohole.
Są dobrze rozpuszczalne w tłuszczach, nietrwałe chemicznie. Naturalne pyretroidy ulegają rozkładowi pod wpływem światła, syntetyczne są na nie odporne.

## Toksyczność
Pyretroidy są mało toksyczne, zatrucia zdarzają się rzadko. Po wchłonięciu dużych dawek mogą działać szkodliwie na układ nerwowy. Mają zdolność wzbudzania pobudzenia w neuronach i tym samym zaburzania prawidłowej funkcji nerwów. Ponadto mogą hamować aktywność niektórych enzymów komórkowych (ATPaz, fosfodiesteraz) i zmieniać stężenie katecholamin.
Objawy zatrucia ostrego (u szczurów) są następujące:
- pobudzenie
- wzrost agresji
- drżenia przechodzące w drgawki
- ślinotok

## Wpływ na zdrowie człowieka
Badania wykazały, że pyretroidy wywołują zaburzenia immunologiczne powodując obniżenie odporności. Spożycie lub wdychanie oparów może spowodować zahamowanie proliferacji leukocytów krwi, zmniejszenie stężenia immunoglobulin IgG, zmniejszenie aktywności makrofagów oraz spadek poziomu: interleukiny 2 (IL-2), interleukiny 8 (IL-8), interleukiny 12p70 (IL-12p70) i interferonu γ (IFN-γ). Niektóre związki mogą przyczynić się do przyrostu masy wątroby, zwiększenia komórkowości szpiku kostnego lub wzbudzania apoptozy komórek grasicy. Ponadto pyretroidy mogą być przyczyną alergii i astmy, a także przyśpieszać procesy nowotworowe. Efekt ten wykazano jednak jedynie u ludzi narażonych na bardzo wysokie stężenia pyretroidów przez długi czas. Badanie obejmowało 64 pracowników przemysłowych szklarni na Sycylii (porównywanych z 30 osobami bez narażenia na pestycydy), którzy w momencie prowadzenia badania zadeklarowali ekspozycję na pestycydy przez 10 lub więcej lat. Badanie to nie wspomina, czy stosowali oni w pracy środki ochrony osobistej.  

## Oddziaływanie na środowisko
Pyretroidy są silnie toksyczne dla drobnych bezkręgowców słodkowodnych. Np. obunogi  Hyalella azteca, larwy muszki Chaoborus obscuripes lub krewetki Palaemonetes pugio giną przy stężeniach pyretroidów rzędu kilku nanogramów w litrze wody. W latach 2008 i 2009 w delcie rzek Sacramento i San Joaquin stwierdzono obecność pyretroidów w stężeniach ok. 10× wyższych. Pochodziły one z kanalizacji burzowych z terenów miejskich. Dla kręgowców (np. ryb) takie ilości są nieszkodliwe, śmierć bezkręgowców może jednak zakłócać łańcuch pokarmowy w rzekach.

## Przykłady

Pyretryna I, R = CH_{3}
Pyretryna II, R = CO_{2}CH_{3}

### Naturalne
- pyretryna
- jasmolina
- cyneryna

### Syntetyczne
- aletryna
- alfametryna
- bioresmetryna
- cyflutryna
- cypermetryna
- deltametryna
- fenwalerat
- permetryna
- rozmetryna
- transflutryna